# برچ بای
برچ بای (انگلیسی: Birch Bayh؛ ۲۲ ژانویه ۱۹۲۸ – ۱۴ مارس ۲۰۱۹)، سناتور سابق عضو حزب دموکرات ایالات متحده آمریکا بود. وی در سال ۱۹۶۳ تا ۱۹۸۱ میلادی سناتور ایالت ایندیانا در سنای ایالات متحده آمریکا بود. او تنها شخص به جز پدران مؤسس آمریکاست که دو متمم قانون اساسی آمریکا را نوشته‌است. او پدر سناتور سابق ایون بای است. وی در ۱۴ مارس ۲۰۱۹ درگذشت.